# Chiesa di Santa Maria Immacolata di Lourdes (Roma)
La chiesa di Santa Maria Immacolata di Lourdes è una chiesa di Roma, nel quartiere Aurelio, in via Santa Bernadette.

## Storia
Essa fu costruita nel 1958 su progetto degli architetti Domenico Placidi e Luciano Folli, ed inaugurata l'11 febbraio 1965, giorno anniversario della prima apparizione della Vergine a Bernadette Soubirous. La chiesa è annessa all'istituto scolastico delle Suore dell'Immacolata Concezione di Nostra Signora di Lourdes, che ne sono le proprietarie, ed è concessa alla diocesi di Roma come sede della parrocchia omonima, istituita il 1º novembre 1978 con il decreto del cardinale vicario Ugo Poletti Le sollecitudini pastorali.
Come ricorda una lapide posta in fondo all'edificio, la chiesa è stata visitata da papa Giovanni Paolo II l'8 novembre 1992.
Dal 1985 è sede del titolo cardinalizio di Santa Maria Immacolata di Lourdes a Boccea, titolo che ora appartiene al cardinale francese François Bustillo, vescovo di Ajaccio in Corsica.

## Descrizione

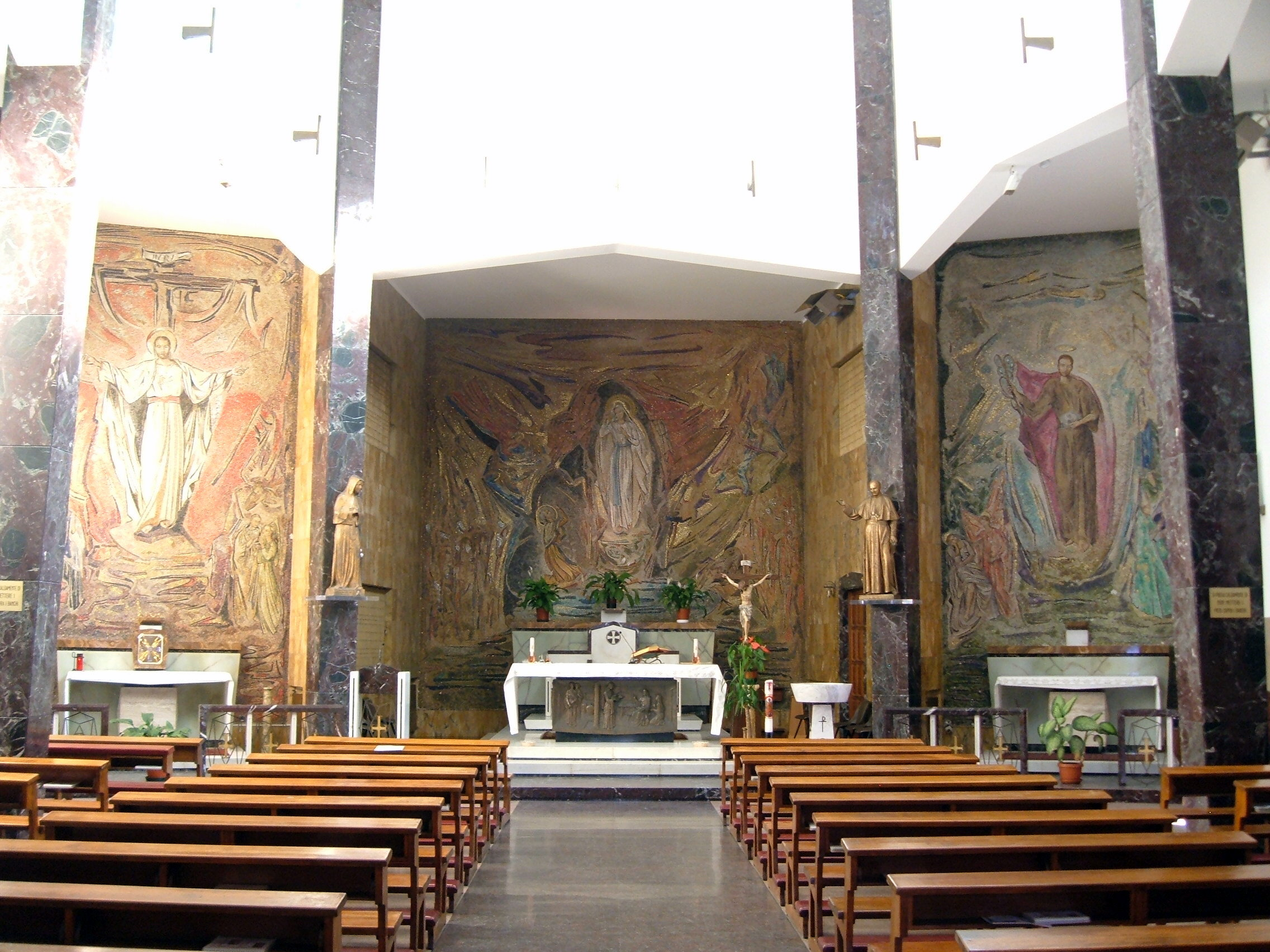
Interno

Esternamente l'edificio si presenta in forme semplici; nella facciata è inserito un rosone con cornice ottagonale, ove è posta una vetrata al cui interno appare il cristogramma JHS. La facciata è suddivisa verticalmente in tre zone: quella centrale, con rosone e portale d'ingresso, è ricoperta di travertino; le zone laterali sono in laterizio. La chiesa è affiancata da un campanile in laterizio, con sommità in travertino.
L'interno è a pianta rettangolare ad una sola navata movimentata da quattro pilastri in marmo nero; il pavimento è in granito rosa. Il presbiterio è rivestito nelle pareti da marmo giallo. Vi è un altare centrale, affiancato da altri due altari minori. Dal punto di vista artistico, nella chiesa si trovano:
- sul presbiterio, in corrispondenza dei tre altari, pregevoli mosaici eseguiti dalla scuola vaticana di mosaico: essi raffigurano, da sinistra a destra, il Sacro Cuore di Gesù, l'Apparizione di Maria a Bernadette Soubirous e San Giuseppe;
- nelle pareti laterali, otto vetrate che raffigurano santi della chiesa cattolica: Teresa di Lisieux, papa Pio X, san Luigi dei Francesi, Margherita Maria Alacoque, Ignazio di Loyola, Luigi Gonzaga, Giovanna d'Arco, san Michele Arcangelo;
- sotto l'altare maggiore, un bassorilievo bronzeo, con la rappresentazione dell'episodio evangelico di Marta e Maria, accompagnata dalla scritta: Maria optimam partem elegit, quae non auferetur ab ea (Maria si è scelta la parte migliore che non le sarà tolta, vangelo di Luca 10,38-42).

Inoltre sul presbiterio, è collocato un semplice fonte battesimale, che riporta la data del 1º novembre 1978; due statue bronzee adornano i pilastri antistanti l'altare maggiore, a sinistra Santa Bernadette e a destra San Giuseppe Marello fondatore degli Oblati di San Giuseppe di Asti, sacerdoti a cui è affidata la gestione pastorale della Parrocchia.